# Маррі (Вісконсин)
Маррі (англ. Murry) — місто (англ. town) в США, в окрузі Раск штату Вісконсин. Населення — 247 осіб (2020).

## Демографія
Згідно з переписом 2010 року, у місті мешкало 277 осіб у 115 домогосподарствах у складі 83 родин. Було 204 помешкання
Расовий склад населення:
| - 99,6 % — білих |

До двох чи більше рас належало 0,4 %. Частка іспаномовних становила 0,0 % від усіх жителів.
За віковим діапазоном населення розподілялося таким чином: 20,2 % — особи молодші 18 років, 57,4 % — особи у віці 18—64 років, 22,4 % — особи у віці 65 років та старші. Медіана віку мешканця становила 47,7 року. На 100 осіб жіночої статі у місті припадало 102,2 чоловіків;  на 100 жінок у віці від 18 років та старших — 100,9 чоловіків також старших 18 років.
Середній дохід на одне домашнє господарство  становив 49 728 доларів США (медіана — 38 250), а середній дохід на одну сім'ю — 54 010 доларів (медіана — 39 500). Медіана доходів становила 35 769 доларів для чоловіків та 27 500 доларів для жінок. За межею бідності перебувало 13,0 % осіб, у тому числі 19,0 % дітей у віці до 18 років та 16,5 % осіб у віці 65 років та старших.
Цивільне працевлаштоване населення становило 90 осіб. Основні галузі зайнятості: виробництво — 28,9 %, будівництво — 14,4 %, освіта, охорона здоров'я та соціальна допомога — 13,3 %.